# Alles mit Stil
Alles mit Stil ist eine 2014 gegründete österreichische Rap-Rock/Metal-Band aus Lienz.

## Geschichte
Der Name „Alles mit Stil“ existiert bereits seit 2006 und war Name der ersten Rapgruppe von Markus Oberbichler und Alexander Walder. Unter diesem Namen wurden bis 2011 ein Mixtape und zwei Alben veröffentlicht. 2011 wurde es etwas ruhiger um diese Gruppe und erst 2013 wurde unter anderem Namen (K.u.K.) wieder gemeinsam Musik gemacht. Marius Vietz und Patrick Tschurtschenthaler waren inzwischen der Gruppe beigetreten. Da Patrick seine Rapkarriere 2014 an den Nagel hing und man ihn als Mitglied nicht verlieren wollte, wurde das Konzept der Band geändert. Im Endeffekt wollte man nur die Instrumentals in Zukunft mit Band live einspielen, jedoch entwickelte sich sofort eine eigene Dynamik und man merkte schon, dass es mehr Spaß macht, einen neuen Sound zu kreieren. Mit dem Einstieg von Patrick Steiner (ehem. Apriaca) wurde auch der Kontakt zu den restlichen Musikern seiner früheren Band hergestellt. Mit Dominik Sauper und Johannes Jakober fand man nun endlich die finale Besetzung. Nach dem Publikumssieg in Österreichs größtem Bandcontest begann man 2015 mit den Vorbereitungen zu dem Debütalbum Chaos. Die erste Single daraus (Nie mehr) erreichte Platz 58 der Ö3 Austria Top 40. Nach zwei weiteren Single-Veröffentlichungen (Eine Million, Wolken) erschien am 2. Dezember 2016 unter dem Hamburger Indie-Label Alster Records (Vertrieb über Timezone Distribution) Chaos.
Patrick Tschurtschenthaler verließ 2016 aufgrund persönlicher Gründe die Band und wurde durch Samuel Neuwirther ersetzt. Durch die Verkaufserfolge von Alles mit Stil wurde die Band für den Amadeus Austrian Music Award 2017 in der Kategorie Hard’n’Heavy nominiert. Mit diesem Erfolg im Rücken fand man mit Rookies & Kings aus Brixen & München auch ein großes Label, über welches ihr Debütalbum Chaos am 15. Juni 2018 Re-released wurde. Am 12. April 2019 erschien mit  Gegen jede Vernunft das Nachfolgewerk der Band über Rookies & Kings. Zudem spielten sie im Sommer desselben Jahres auf mehreren Festivals, unter anderem dem AlpenFlair und dem Pfeffelbach Open Air. Seit 2020 steht die Band bei Drakkar Entertainment unter Vertrag und veröffentlichte auch ihr drittes Studio-Album Yüeah.

## Stil
Die Gruppe mischen hauptsächlich in ihrer Musik Elemente des Rap, Metal und Rock und werden somit den Rap Metal oder den Crossover zugeordnet. Die Grenzen sind hier allerdings sehr weitläufig, da Einflüsse aus vielen Genres verarbeitet werden. Gerade die vielfältigen Einflüsse stellen eine Besonderheit der Band da.

## Auszeichnungen
- 2015: Local Heroes – Publikumssieger
- 2017: Amadeus Austrian Music Award – Nominierung Hard’n’Heavy

## Diskografie

### Studioalben
| Jahr | Titel               | Höchstplatzierung, Gesamtwochen, AuszeichnungChartplatzierungen (Jahr, Titel, Platzierungen, Wochen, Auszeichnungen, Anmerkungen) | Höchstplatzierung, Gesamtwochen, AuszeichnungChartplatzierungen (Jahr, Titel, Platzierungen, Wochen, Auszeichnungen, Anmerkungen) | Anmerkungen                            |
| Jahr | Titel               | AT | DE | Anmerkungen                            |
| ---- | ------------------- | --- | --- | -------------------------------------- |
| 2016 | Chaos               | — | — | Erstveröffentlichung: 2. Dezember 2016 |
| 2019 | Gegen jede Vernunft | — | DE73 (1 Wo.)DE | Erstveröffentlichung: 12. April 2019   |
| 2021 | Yüeah               | — | DE44 (1 Wo.)DE | Erstveröffentlichung: 23. April 2021   |

### Singles
Chartplatzierungen

| Jahr | Titel Album    | Höchstplatzierung, Gesamtwochen, AuszeichnungChartsChartplatzierungen (Jahr, Titel, Album, Platzierungen, Wochen, Auszeichnungen, Anmerkungen) | Anmerkungen |
| Jahr | Titel Album    | AT | Anmerkungen |
| ---- | -------------- | --- | ----------- |
| 2016 | Nie mehr Chaos | AT58 (1 Wo.)AT |             |

- 2016: Eine Million
- 2016: Wolken
- 2019: Keine Zeit
- 2019: Die Gang
- 2019: Freier Fall
- 2019: A.M.S. (feat. Evil Jared)
- 2020: Atme den Regen (Kontra K Cover)
- 2020: Leben
- 2021: Goldene Kobras
- 2021: Lichter dieser Tage
- 2021: Schüttelsong